# Radka Popova
Radka Popova (cirillico Радка Попова; Sapareva banja, 26 gennaio 1974) è un'ex biatleta bulgara.

## Biografia
In Coppa del Mondo ottenne il primo risultato di rilievo il 19 dicembre 1992 a Pokljuka (61ª) e l'unico podio il 12 dicembre 1999 nella medesima località (3ª).
In carriera prese parte a due edizioni dei Giochi olimpici invernali, Nagano 1998 (16ª nella staffetta) e Torino 2006 (58ª nella sprint, non conclude l'inseguimento, 8ª nella staffetta), e a nove dei Campionati mondiali (6ª nella staffetta a Oslo/Lahti 2000, a Pokljuka 2001 e a Oberhof 2004 i migliori piazzamenti).

## Palmarès

### Coppa del Mondo
- Miglior piazzamento in classifica generale: 53ª nel 2001
- 1 podio (a squadre[1]):
  - 1 terzo posto